# 1237
Portal Geschichte | Portal Biografien | Aktuelle Ereignisse | Jahreskalender | Tagesartikel

◄ |
12. Jahrhundert |
13. Jahrhundert
| 14. Jahrhundert | ►

◄ |
1200er |
1210er |
1220er |
1230er
| 1240er | 1250er | 1260er | ►

◄◄ |
◄ |
1233 |
1234 |
1235 |
1236 |
1237
| 1238 | 1239 | 1240 | 1241 | ► | ►►
Staatsoberhäupter  · Nekrolog
| Januar | Januar | Januar | Januar | Januar | Januar | Januar | Januar |
| Kw     | Mo     | Di     | Mi     | Do     | Fr     | Sa     | So     |
| ------ | ------ | ------ | ------ | ------ | ------ | ------ | ------ |
| 1      |        |        |        | 1      | 2      | 3      | 4      |
| 2      | 5      | 6      | 7      | 8      | 9      | 10     | 11     |
| 3      | 12     | 13     | 14     | 15     | 16     | 17     | 18     |
| 4      | 19     | 20     | 21     | 22     | 23     | 24     | 25     |
| 5      | 26     | 27     | 28     | 29     | 30     | 31     |        |

| Februar | Februar | Februar | Februar | Februar | Februar | Februar | Februar |
| Kw      | Mo      | Di      | Mi      | Do      | Fr      | Sa      | So      |
| ------- | ------- | ------- | ------- | ------- | ------- | ------- | ------- |
| 5       |         |         |         |         |         |         | 1       |
| 6       | 2       | 3       | 4       | 5       | 6       | 7       | 8       |
| 7       | 9       | 10      | 11      | 12      | 13      | 14      | 15      |
| 8       | 16      | 17      | 18      | 19      | 20      | 21      | 22      |
| 9       | 23      | 24      | 25      | 26      | 27      | 28      |         |

| März | März | März | März | März | März | März | März |
| Kw   | Mo   | Di   | Mi   | Do   | Fr   | Sa   | So   |
| ---- | ---- | ---- | ---- | ---- | ---- | ---- | ---- |
| 9    |      |      |      |      |      |      | 1    |
| 10   | 2    | 3    | 4    | 5    | 6    | 7    | 8    |
| 11   | 9    | 10   | 11   | 12   | 13   | 14   | 15   |
| 12   | 16   | 17   | 18   | 19   | 20   | 21   | 22   |
| 13   | 23   | 24   | 25   | 26   | 27   | 28   | 29   |
| 14   | 30   | 31   |      |      |      |      |      |

| April | April | April | April | April | April | April | April |
| Kw    | Mo    | Di    | Mi    | Do    | Fr    | Sa    | So    |
| ----- | ----- | ----- | ----- | ----- | ----- | ----- | ----- |
| 14    |       |       | 1     | 2     | 3     | 4     | 5     |
| 15    | 6     | 7     | 8     | 9     | 10    | 11    | 12    |
| 16    | 13    | 14    | 15    | 16    | 17    | 18    | 19    |
| 17    | 20    | 21    | 22    | 23    | 24    | 25    | 26    |
| 18    | 27    | 28    | 29    | 30    |       |       |       |

| Mai | Mai | Mai | Mai | Mai | Mai | Mai | Mai |
| Kw  | Mo  | Di  | Mi  | Do  | Fr  | Sa  | So  |
| --- | --- | --- | --- | --- | --- | --- | --- |
| 18  |     |     |     |     | 1   | 2   | 3   |
| 19  | 4   | 5   | 6   | 7   | 8   | 9   | 10  |
| 20  | 11  | 12  | 13  | 14  | 15  | 16  | 17  |
| 21  | 18  | 19  | 20  | 21  | 22  | 23  | 24  |
| 22  | 25  | 26  | 27  | 28  | 29  | 30  | 31  |

| Juni | Juni | Juni | Juni | Juni | Juni | Juni | Juni |
| Kw   | Mo   | Di   | Mi   | Do   | Fr   | Sa   | So   |
| ---- | ---- | ---- | ---- | ---- | ---- | ---- | ---- |
| 23   | 1    | 2    | 3    | 4    | 5    | 6    | 7    |
| 24   | 8    | 9    | 10   | 11   | 12   | 13   | 14   |
| 25   | 15   | 16   | 17   | 18   | 19   | 20   | 21   |
| 26   | 22   | 23   | 24   | 25   | 26   | 27   | 28   |
| 27   | 29   | 30   |      |      |      |      |      |

| Juli | Juli | Juli | Juli | Juli | Juli | Juli | Juli |
| Kw   | Mo   | Di   | Mi   | Do   | Fr   | Sa   | So   |
| ---- | ---- | ---- | ---- | ---- | ---- | ---- | ---- |
| 27   |      |      | 1    | 2    | 3    | 4    | 5    |
| 28   | 6    | 7    | 8    | 9    | 10   | 11   | 12   |
| 29   | 13   | 14   | 15   | 16   | 17   | 18   | 19   |
| 30   | 20   | 21   | 22   | 23   | 24   | 25   | 26   |
| 31   | 27   | 28   | 29   | 30   | 31   |      |      |

| August | August | August | August | August | August | August | August |
| Kw     | Mo     | Di     | Mi     | Do     | Fr     | Sa     | So     |
| ------ | ------ | ------ | ------ | ------ | ------ | ------ | ------ |
| 31     |        |        |        |        |        | 1      | 2      |
| 32     | 3      | 4      | 5      | 6      | 7      | 8      | 9      |
| 33     | 10     | 11     | 12     | 13     | 14     | 15     | 16     |
| 34     | 17     | 18     | 19     | 20     | 21     | 22     | 23     |
| 35     | 24     | 25     | 26     | 27     | 28     | 29     | 30     |
| 36     | 31     |        |        |        |        |        |        |

| September | September | September | September | September | September | September | September |
| Kw        | Mo        | Di        | Mi        | Do        | Fr        | Sa        | So        |
| --------- | --------- | --------- | --------- | --------- | --------- | --------- | --------- |
| 36        |           | 1         | 2         | 3         | 4         | 5         | 6         |
| 37        | 7         | 8         | 9         | 10        | 11        | 12        | 13        |
| 38        | 14        | 15        | 16        | 17        | 18        | 19        | 20        |
| 39        | 21        | 22        | 23        | 24        | 25        | 26        | 27        |
| 40        | 28        | 29        | 30        |           |           |           |           |

| Oktober | Oktober | Oktober | Oktober | Oktober | Oktober | Oktober | Oktober |
| Kw      | Mo      | Di      | Mi      | Do      | Fr      | Sa      | So      |
| ------- | ------- | ------- | ------- | ------- | ------- | ------- | ------- |
| 40      |         |         |         | 1       | 2       | 3       | 4       |
| 41      | 5       | 6       | 7       | 8       | 9       | 10      | 11      |
| 42      | 12      | 13      | 14      | 15      | 16      | 17      | 18      |
| 43      | 19      | 20      | 21      | 22      | 23      | 24      | 25      |
| 44      | 26      | 27      | 28      | 29      | 30      | 31      |         |

| November | November | November | November | November | November | November | November |
| Kw       | Mo       | Di       | Mi       | Do       | Fr       | Sa       | So       |
| -------- | -------- | -------- | -------- | -------- | -------- | -------- | -------- |
| 44       |          |          |          |          |          |          | 1        |
| 45       | 2        | 3        | 4        | 5        | 6        | 7        | 8        |
| 46       | 9        | 10       | 11       | 12       | 13       | 14       | 15       |
| 47       | 16       | 17       | 18       | 19       | 20       | 21       | 22       |
| 48       | 23       | 24       | 25       | 26       | 27       | 28       | 29       |
| 49       | 30       |          |          |          |          |          |          |

| Dezember | Dezember | Dezember | Dezember | Dezember | Dezember | Dezember | Dezember |
| Kw       | Mo       | Di       | Mi       | Do       | Fr       | Sa       | So       |
| -------- | -------- | -------- | -------- | -------- | -------- | -------- | -------- |
| 49       |          | 1        | 2        | 3        | 4        | 5        | 6        |
| 50       | 7        | 8        | 9        | 10       | 11       | 12       | 13       |
| 51       | 14       | 15       | 16       | 17       | 18       | 19       | 20       |
| 52       | 21       | 22       | 23       | 24       | 25       | 26       | 27       |
| 53       | 28       | 29       | 30       | 31       |          |          |          |

| Januar | Januar | Januar | Januar | Januar | Januar | Januar | Januar |
| Kw     | Mo     | Di     | Mi     | Do     | Fr     | Sa     | So     |
| ------ | ------ | ------ | ------ | ------ | ------ | ------ | ------ |
| 1      |        |        |        | 1      | 2      | 3      | 4      |
| 2      | 5      | 6      | 7      | 8      | 9      | 10     | 11     |
| 3      | 12     | 13     | 14     | 15     | 16     | 17     | 18     |
| 4      | 19     | 20     | 21     | 22     | 23     | 24     | 25     |
| 5      | 26     | 27     | 28     | 29     | 30     | 31     |        |

| Februar | Februar | Februar | Februar | Februar | Februar | Februar | Februar |
| Kw      | Mo      | Di      | Mi      | Do      | Fr      | Sa      | So      |
| ------- | ------- | ------- | ------- | ------- | ------- | ------- | ------- |
| 5       |         |         |         |         |         |         | 1       |
| 6       | 2       | 3       | 4       | 5       | 6       | 7       | 8       |
| 7       | 9       | 10      | 11      | 12      | 13      | 14      | 15      |
| 8       | 16      | 17      | 18      | 19      | 20      | 21      | 22      |
| 9       | 23      | 24      | 25      | 26      | 27      | 28      |         |

| März | März | März | März | März | März | März | März |
| Kw   | Mo   | Di   | Mi   | Do   | Fr   | Sa   | So   |
| ---- | ---- | ---- | ---- | ---- | ---- | ---- | ---- |
| 9    |      |      |      |      |      |      | 1    |
| 10   | 2    | 3    | 4    | 5    | 6    | 7    | 8    |
| 11   | 9    | 10   | 11   | 12   | 13   | 14   | 15   |
| 12   | 16   | 17   | 18   | 19   | 20   | 21   | 22   |
| 13   | 23   | 24   | 25   | 26   | 27   | 28   | 29   |
| 14   | 30   | 31   |      |      |      |      |      |

| April | April | April | April | April | April | April | April |
| Kw    | Mo    | Di    | Mi    | Do    | Fr    | Sa    | So    |
| ----- | ----- | ----- | ----- | ----- | ----- | ----- | ----- |
| 14    |       |       | 1     | 2     | 3     | 4     | 5     |
| 15    | 6     | 7     | 8     | 9     | 10    | 11    | 12    |
| 16    | 13    | 14    | 15    | 16    | 17    | 18    | 19    |
| 17    | 20    | 21    | 22    | 23    | 24    | 25    | 26    |
| 18    | 27    | 28    | 29    | 30    |       |       |       |

| Mai | Mai | Mai | Mai | Mai | Mai | Mai | Mai |
| Kw  | Mo  | Di  | Mi  | Do  | Fr  | Sa  | So  |
| --- | --- | --- | --- | --- | --- | --- | --- |
| 18  |     |     |     |     | 1   | 2   | 3   |
| 19  | 4   | 5   | 6   | 7   | 8   | 9   | 10  |
| 20  | 11  | 12  | 13  | 14  | 15  | 16  | 17  |
| 21  | 18  | 19  | 20  | 21  | 22  | 23  | 24  |
| 22  | 25  | 26  | 27  | 28  | 29  | 30  | 31  |

| Juni | Juni | Juni | Juni | Juni | Juni | Juni | Juni |
| Kw   | Mo   | Di   | Mi   | Do   | Fr   | Sa   | So   |
| ---- | ---- | ---- | ---- | ---- | ---- | ---- | ---- |
| 23   | 1    | 2    | 3    | 4    | 5    | 6    | 7    |
| 24   | 8    | 9    | 10   | 11   | 12   | 13   | 14   |
| 25   | 15   | 16   | 17   | 18   | 19   | 20   | 21   |
| 26   | 22   | 23   | 24   | 25   | 26   | 27   | 28   |
| 27   | 29   | 30   |      |      |      |      |      |

| Juli | Juli | Juli | Juli | Juli | Juli | Juli | Juli |
| Kw   | Mo   | Di   | Mi   | Do   | Fr   | Sa   | So   |
| ---- | ---- | ---- | ---- | ---- | ---- | ---- | ---- |
| 27   |      |      | 1    | 2    | 3    | 4    | 5    |
| 28   | 6    | 7    | 8    | 9    | 10   | 11   | 12   |
| 29   | 13   | 14   | 15   | 16   | 17   | 18   | 19   |
| 30   | 20   | 21   | 22   | 23   | 24   | 25   | 26   |
| 31   | 27   | 28   | 29   | 30   | 31   |      |      |

| August | August | August | August | August | August | August | August |
| Kw     | Mo     | Di     | Mi     | Do     | Fr     | Sa     | So     |
| ------ | ------ | ------ | ------ | ------ | ------ | ------ | ------ |
| 31     |        |        |        |        |        | 1      | 2      |
| 32     | 3      | 4      | 5      | 6      | 7      | 8      | 9      |
| 33     | 10     | 11     | 12     | 13     | 14     | 15     | 16     |
| 34     | 17     | 18     | 19     | 20     | 21     | 22     | 23     |
| 35     | 24     | 25     | 26     | 27     | 28     | 29     | 30     |
| 36     | 31     |        |        |        |        |        |        |

| September | September | September | September | September | September | September | September |
| Kw        | Mo        | Di        | Mi        | Do        | Fr        | Sa        | So        |
| --------- | --------- | --------- | --------- | --------- | --------- | --------- | --------- |
| 36        |           | 1         | 2         | 3         | 4         | 5         | 6         |
| 37        | 7         | 8         | 9         | 10        | 11        | 12        | 13        |
| 38        | 14        | 15        | 16        | 17        | 18        | 19        | 20        |
| 39        | 21        | 22        | 23        | 24        | 25        | 26        | 27        |
| 40        | 28        | 29        | 30        |           |           |           |           |

| Oktober | Oktober | Oktober | Oktober | Oktober | Oktober | Oktober | Oktober |
| Kw      | Mo      | Di      | Mi      | Do      | Fr      | Sa      | So      |
| ------- | ------- | ------- | ------- | ------- | ------- | ------- | ------- |
| 40      |         |         |         | 1       | 2       | 3       | 4       |
| 41      | 5       | 6       | 7       | 8       | 9       | 10      | 11      |
| 42      | 12      | 13      | 14      | 15      | 16      | 17      | 18      |
| 43      | 19      | 20      | 21      | 22      | 23      | 24      | 25      |
| 44      | 26      | 27      | 28      | 29      | 30      | 31      |         |

| November | November | November | November | November | November | November | November |
| Kw       | Mo       | Di       | Mi       | Do       | Fr       | Sa       | So       |
| -------- | -------- | -------- | -------- | -------- | -------- | -------- | -------- |
| 44       |          |          |          |          |          |          | 1        |
| 45       | 2        | 3        | 4        | 5        | 6        | 7        | 8        |
| 46       | 9        | 10       | 11       | 12       | 13       | 14       | 15       |
| 47       | 16       | 17       | 18       | 19       | 20       | 21       | 22       |
| 48       | 23       | 24       | 25       | 26       | 27       | 28       | 29       |
| 49       | 30       |          |          |          |          |          |          |

| Dezember | Dezember | Dezember | Dezember | Dezember | Dezember | Dezember | Dezember |
| Kw       | Mo       | Di       | Mi       | Do       | Fr       | Sa       | So       |
| -------- | -------- | -------- | -------- | -------- | -------- | -------- | -------- |
| 49       |          | 1        | 2        | 3        | 4        | 5        | 6        |
| 50       | 7        | 8        | 9        | 10       | 11       | 12       | 13       |
| 51       | 14       | 15       | 16       | 17       | 18       | 19       | 20       |
| 52       | 21       | 22       | 23       | 24       | 25       | 26       | 27       |
| 53       | 28       | 29       | 30       | 31       |          |          |          |

## Ereignisse

### Politik und Weltgeschehen

#### Heiliges Römisches Reich
- Februar: Nachdem seine Wahl im Jahr 1235 noch gescheitert ist, wird der achtjährige Konrad IV., Sohn von Kaiser Friedrich II., auf einem Hoftag in Wien zum römisch-deutschen König gewählt, jedoch nicht gekrönt. Der Wahlakt beinhaltet nicht nur den Titel des römisch-deutschen Königs, sondern auch die künftige Nachfolge als römisch-deutscher Kaiser. Papst Gregor IX. erkennt die Wahl des Staufers nicht an.
- August/September: Kaiser Friedrich II. bricht von Augsburg aus zu einem neuerlichen Italienzug gegen den Lombardenbund auf. Sein Sohn Konrad bleibt in Deutschland, um seinen Vater formell zu vertreten. Ihm steht der Mainzer Erzbischof Siegfried III. von Eppstein als Reichsgubernator zur Seite.
- Mantua tritt vom Lombardenbund auf die Seite des Kaisers über.
- 27. November: In Norditalien erringt Kaiser Friedrich II. in der Schlacht von Cortenuova einen Sieg über ein Heer des Lombardenbundes unter Mailänder Führung. Mailand verliert dabei seinen Fahnenwagen, Petrus Tiepolo, Sohn des Dogen von Venedig und gleichzeitig Podestà von Mailand, gerät in Gefangenschaft. Die folgenden Friedensverhandlungen scheitern allerdings an Friedrichs Forderung nach bedingungsloser Unterwerfung.

#### Britische Inseln
- 25. September: Der Vertrag von York zwischen Heinrich III. von England und Alexander II. von Schottland legt die Grenze zwischen den beiden Ländern auf eine Linie zwischen dem Solway Firth im Westen und der Mündung des Tweed im Osten fest.

#### Iberische Halbinsel/Reconquista

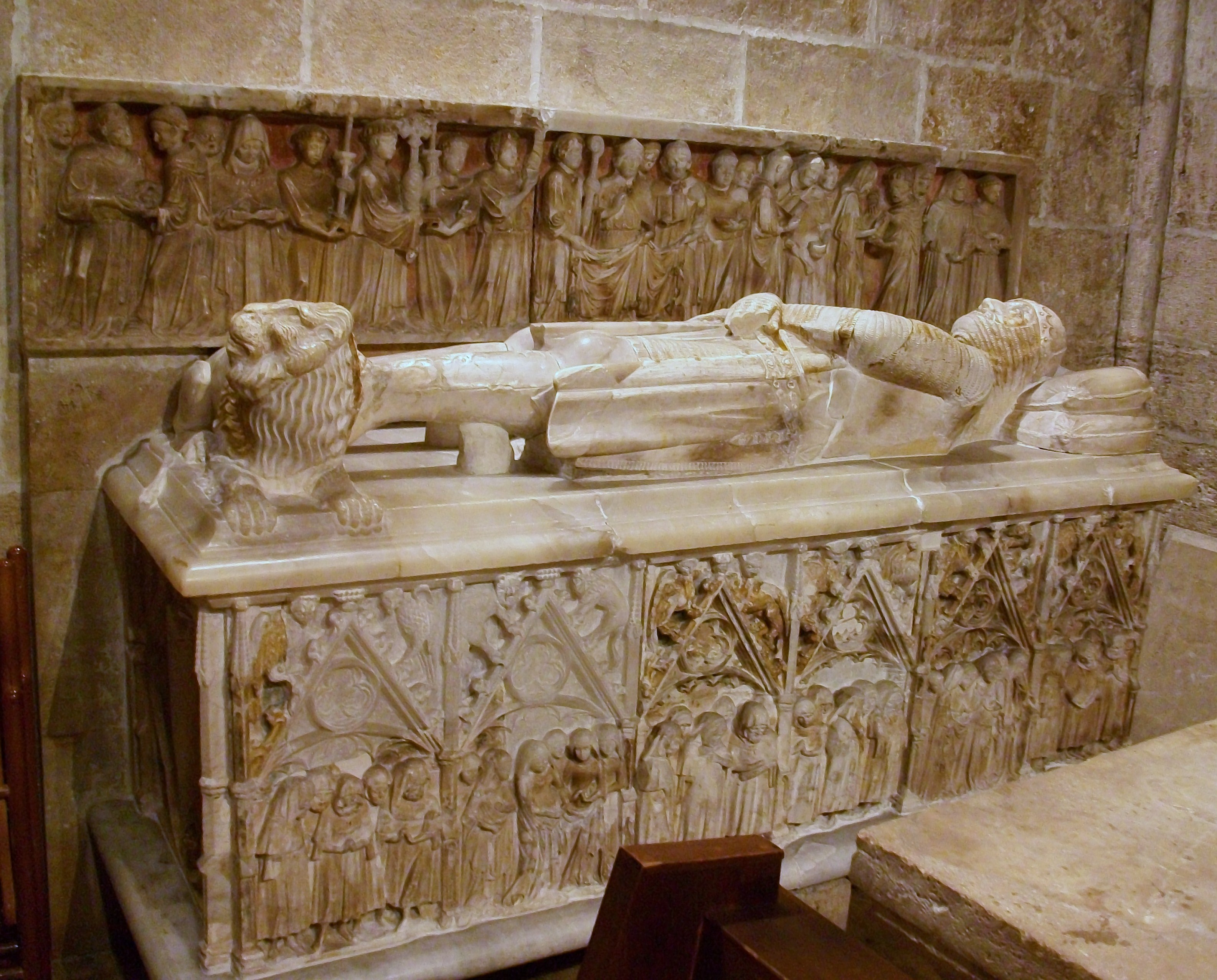
Der Sarkophag des Bernat Guillem d’Entença in der Abtei von El Puig.

Zayyan ibn Mardanish, Herrscher des Taifa-Königreichs Balansiya greift die von Aragón gehaltene strategisch bedeutsame Anhöhe El Puig de Santa María an, als sich nur eine relativ kleine Garnison unter dem Befehl von Bernat Guillem I. d’Entença dort befindet, während sich König Jakob I. von Aragón nach Katalonien zurückgezogen hat. Trotz seiner zahlenmäßigen Unterlegenheit erringt Bernat Guillem ein vollständiger Sieg in der Schlacht von El Puig de Santa María, der im Zuge der Reconquista maßgeblich zur Eroberung von Valencia und zur Gründung des Königreichs Valencia im folgenden Jahr beiträgt. Bernat Guillem selbst erliegt Ende des Jahres den bei der Schlacht erlittenen Verletzungen.

#### Balkan
Sieben Jahre nach seiner Gefangennahme und Blendung nach der Schlacht von Klokotniza wird Theodoros I. Komnenos Dukas vom bulgarischen Zaren Iwan Assen II. wieder freigelassen, nachdem dieser Theodors Tochter Irene geheiratet hat. Theodoros kehrt mit seinen Söhnen Johannes Komnenos Dukas und Demetrios Komnenos Dukas nach Thessaloniki zurück, setzt seinen Bruder Manuel ab und setzt seinen Sohn Johannes zum Despoten von Thessaloniki ein. Manuel wendet sich an Kaiser Johannes III. von Nikaia um Hilfe. Im Gegenzug verzichtet er diesem gegenüber auf die byzantinische Kaiserkrone.

#### Kreuzfahrerstaaten
- 25. März: Durch den Tod seines Schwiegervaters Johann von Brienne wird Balduin II. im Alter von 20 Jahren alleiniger Herrscher des Lateinischen Kaiserreichs. Er befindet sich zu diesem Zeitpunkt allerdings gerade in Namur, um die Grafschaft Namur seiner Schwester Margarete abzufordern. Diese ist allerdings erst nach einer Zahlung von 7.000 Pfund zur Aufgabe des Besitzes bereit. In Konstantinopel übernehmen derweil die Barone unter Anseau de Cayeux die Regentschaft.

#### Ayyubidenreiche
- 27. August: Al-Aschraf Musa, Sultan der Ayyubiden in Damaskus, stirbt während eines Feldzuges gegen seinen Neffen an-Nasir Yusuf, womit die Unabhängigkeit von dessen Reich um Aleppo vorläufig gewahrt bleibt. Al-Aschrafs Bruder as-Salih Ismail übernimmt die Herrschaft in Damaskus. Daraufhin beginnt al-Kamil, ein weiterer Bruder und Herrscher über Ägypten, einen Feldzug gegen Damaskus.

#### Osteuropa

Ausbreitung des Mongolischen Reichs während des Mongolensturms

- 21. Dezember: Die mongolische Invasion der Rus beginnt: Die Stadt Rjasan wird nach erfolgreicher Belagerung von Mongolen unter Batu Khan fast völlig zerstört.
- Litauerkriege des Deutschen Ordens: Der Schwertbrüderorden wird nach der schweren Niederlage in der Schlacht von Schaulen in den Deutschen Orden eingegliedert. Dadurch gelangen Livland und Kurland in den Besitz des Ordens.

#### Asien
- Kai Chosrau II. wird nach dem Tod seines Vaters Kai Kobad I. Herrscher im Sultanat der Rum-Seldschuken, dessen Niedergang in den nächsten Jahren beginnt. Kai Kobad hat ursprünglich seinen jüngeren Sohn İzzeddin Kılıç Arslan zum Nachfolger bestimmt, der von den Choresm-Schahs unterstützt wird.
- Mongolische Einheiten dringen bis tief nach Anatolien vor.

#### Urkundliche Ersterwähnungen und Stadtrechte
- Die Städte Arras, Gera und Iserlohn erhalten Stadtrechte.
- Erste urkundliche Erwähnungen von Cölln (Schwesterstadt von Berlin), Geislingen an der Steige, Babenhausen, Merzalben, Paspels, Tujetsch und Winkels

### Kultur

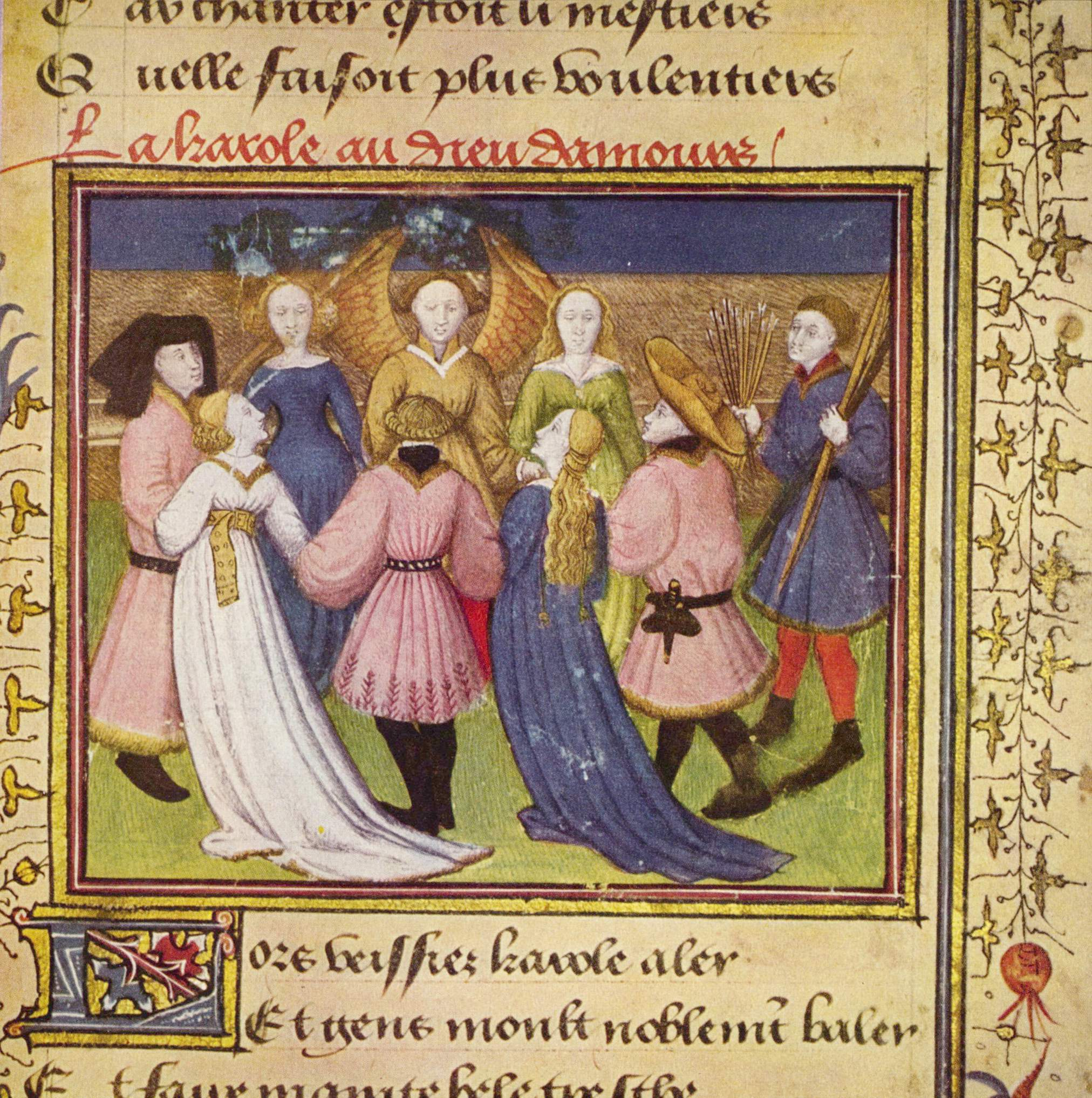
La ronde au dieu d’amour
Manuskript des Rosenromans (1420–30)

- um 1237: Guillaume de Lorris verfasst den Roman de la rose.

### Gesellschaft
- Schloss Runkelstein und Burg Wangen-Bellermont werden durch das Adelsgeschlecht von Wangen fertiggestellt.

### Religion

#### Kirchenhierarchie
- Boso de Granges wird als Nachfolger des am 10. April gestorbenen Landri de Mont Bischof von Sitten.
- 5. Juni: Ekbert von Andechs-Meranien stirbt. Ihm folgt Siegfried von Öttingen als Bischof von Bamberg, der das Amt jedoch im gleichen Jahr wieder aufgibt. Im September wird Poppo von Andechs-Meranien zum Bischof gewählt. Wegen der angespannten finanziellen Lage des Hochstifts muss er Stiftsgüter verpfänden.
- Nach dem Tod von Ulrich von Kyburg am 17. Juni wird Volkard von Neuburg als Kandidat der kaiserlichen Partei Bischof von Chur, woraufhin die päpstliche Partei, die Konrad Propst von Ebrach unterstützt, sich an den Papst wendet.
- 29. Juni: Heinrich III. von Ravensburg stirbt, der bisherige Domherr Friedrich II. von Parsberg folgt ihm als Fürstbischof von Eichstätt.

#### Klostergründungen und Kirchweihen
- Gründung des Zisterzienserinnenklosters Gutenzell
- In Roskilde wird ein Franziskanerkloster gegründet.
- Zweite Weihe des Bamberger Doms

## Geboren
- 25. Februar: Wichard von Pohlheim, Bischof von Passau († 1282)
- Juli: Isabel de Redvers, 8. Countess of Devon, englische Adelige, Countess of Aumale and of Devon, and Lady of the Isle of Wight († 1293)
- Bohemund VI., Fürst von Antiochia und Graf von Tripolis († 1275)
- Árni Þorláksson, Bischof von Skálholt in Island († 1298)
- Margaretha von Staufen, sizilianische Prinzessin und Landgräfin in Thüringen († 1270)
- Munio von Zamora, spanischer Ordensmeister der Dominikaner und Bischof von Palencia († 1300)
- Oringa Menabuoi, italienische Ordensgründerin und Selige der katholischen Kirche († 1310)
- Wladislaw von Schlesien, Kanzler des böhmischen Königs Ottokar II. Přemysl, Bischof von Bamberg und Passau, Erzbischof von Salzburg und Administrator von Breslau († 1270)
- um 1237: Adam de la Halle, französischer Troubadour († 1286/87 oder 1306)

## Gestorben

### Todesdatum gesichert
- 24. Januar: Barthélemy de Roye, französischer Adeliger und Großkämmerer von Frankreich (* um 1170)
- 13. Februar: Jordan von Sachsen, Ordensmeister der Dominikaner (* um 1185/1190)
- 23. März: Johann von Brienne, französischer Kreuzritter, König und Regent von Jerusalem, Lateinischer Kaiser (* um 1169/1174)
- 10. April: Landri de Mont, Bischof von Sitten
- 12. April: Berengaria von León, Kaiserin des lateinischen Kaiserreichs von Konstantinopel (* 1204)
- 15. April: Richard Poore, Bischof von Chichester, Bischof von Salisbury und Bischof von Durham
- 5. Mai: Fujiwara no Ietaka, japanischer Waka-Dichter (* 1158)
- 21. Mai: Olaf II., König von Man und König der Inseln (* 1173/74)
- 5. Juni: Ekbert von Andechs-Meranien, kaiserlicher Statthalter für Österreich und die Steiermark, Bischof von Bamberg (* nach 1173)
- 17. Juni: Ulrich von Kyburg, Bischof von Chur
- 29. Juni: Heinrich III. von Ravensburg, Fürstbischof von Eichstätt
- 14. August: Magnús Gissurarson, Bischof von Skálholt im Süden Islands
- 27. August: al-Aschraf Musa, Sultan von Syrien
- 31. August: Huijong, 21. König des koreanischen Goryeo-Reiches (* 1181)
- 7. Dezember: Abraham ben Moses ben Maimon, ägyptisch-jüdischer Theologe, Exeget, Mystiker und Arzt, Anführer der jüdischen Gemeinde Ägyptens (* 1186)

### Genaues Todesdatum unbekannt
- Juni: John of Scotland, Earl of Huntingdon, anglo-schottischer Magnat (* 1206)
- Bernat Guillem I. d’Entença, katalanischer Adeliger und Feldherr okzitanischer Herkunft
- Emo von Wittewierum, niederländischer Prämonstratenser-Chorherr und Augenzeuge der ersten Marcellusflut (* um 1175)
- Friedrich II., Graf von Saarbrücken und Leiningen
- Gerhard I. von Sinzig, deutscher Ministeriale und Burggraf von Landskron
- Guido Pallavicini, italienischer Kreuzfahrer, Markgraf von Boudonitza

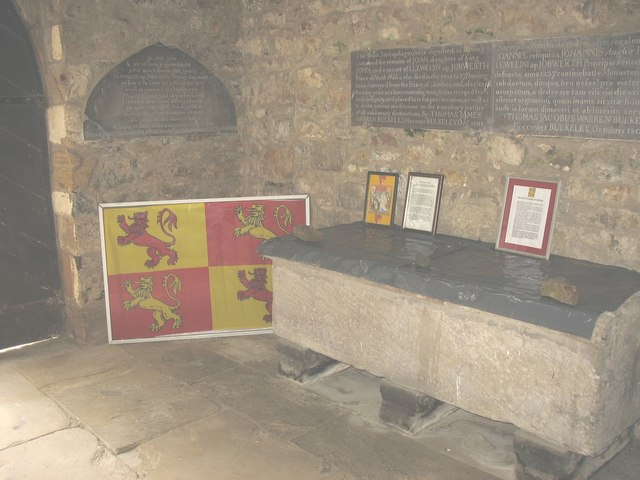
Der Sarkophag von Johanna in der Kirche von Beaumaris

- Johanna von Wales, englische Adelige, uneheliche Tochter von John Lackland, Fürstin von Gwynedd
- Kai Kobad I., Sultan der Rum-Seldschuken
- Kamal ed-Din Esmail, persischer Odendichter (* um 1172)
- Yahya ibn Ishaq ibn Ghaniya, letzter almoravidischer Heerführer